# Reuden (Elsteraue)
Reuden is een plaats in de Duitse gemeente Elsteraue, deelstaat Saksen-Anhalt, en telt 973 inwoners (2007).